# Леонтиј Иванович Депрерадович
Фјодор Јаковлевич Миркович (рус. Леонтий Иванович Депрерадович) је био генерал-мајор руске царске армије, херој битке код Аустерлица. Био је старији брат генерала Николаја Депрерадовича, обојица потомака српске племићке породице која се настанила у Русији. Депрерадович је учествовао у рату Треће коалиције и Четврте коалиције и служио је као командант Семјоновског лајб-гардијског пука између 1799. и 1807. године.  Заједно са братом, Депрерадовић је учествовао у битци код Аустерлица 1805. године, у којој је командовао 1. бригадом Гардијске пешадијске дивизије.

## Биографија
Леонтиј Депрерадович потиче из српске племићке породице Прерадовића. Његов брат, Николај Иванович Депрерадович, који је служио током Отаџбинског рата 1812. и иностраних похода 1813. и 1814. године, стекао је велику славу. Био је Начелник 1. гардијске кирасирске дивизије.
Започевши службу 1771. као водник у Бахмутском хусарском пуку, Леонтиј Иванович је унапређен у официра, а затим је служио у Волохском и Украјинском хусарском пуку, Смоленском драгомском пуку, где је унапређен у пуковника, и у Астраханском гренадирском пуку.
Учествујући у бројним ратовима против Турака (1768-1774 и 1787-1792) и Пољака (1783, 1784, 1794), Депрерадович је показао изузетну храброст и одликован је златним очаковским и прашким крстовима и чином 2. и 1. степена. Дана 26. новембра 1795. Л. И. Депрерадович је одликован Орденом Св. Георгија 4. степена (бр. 624 по списку Судравског и бр. 1194 по списку Григорович-Степанов)
„За изузетну храброст исказану 29. септембра 1794. код Мациовица, у поразу пољског побуњеника Кошћушка, где је он, проваливши у непријатељску колону са три ескадрона натерао их у бег и повратио 8 топова.”
Приликом напада на Праг 1794. године, Леонтиј Иванович Депрерадович је напао непријатељску артиљеријску батерију и приликом тих борби бива тешко рањен, рана је потицала од картеча. За своју храброст дана 13. августа 1799. Депрерадович је унапређен у генерал-мајора и постављен за команданта лајб-гардијског Семјоновског пука.
Уживао је посебно поверење начелника пука, великог кнеза Александра Павловича. Депрерадович је био међу онима који су учествовали у завери од 11. марта 1801, која је резултирала убиством цара Павла.
За време цара Александра I био је са пуком у походу 1805. на Французе и 24. фебруара 1806. одликован је Орденом Светог Георгија 3. степена.
„Као признање за истакнуту храброст и храброст показану у бици 20. новембра код Аустерлица против француских трупа.”
Битка код Фридланда 2. јуна 1807. покварила је Депрерадовичу бриљантно започету каријеру, а 1807. је био приморан да да оставку. Према речима генерала Набокова, Депрерадович је са собом у поход из Санкт Петербурга повео Францускињу, која је на дан битке држала Депрерадовича у конвоју под изговором болести.
Леонтиј Иванович Депрерадович је умро 7. фебруара 1844. године, надживевши своју жену Наталију Николајевну, рођену принцезу Горчакову, за 20 година. Њена сестра Пелагеја била је бака Лава Толстоја.

## Белешке
1. ↑  енгл.